# Valentine Baker
Valentine Baker (também conhecido como Paxá Baker; Londres, 1 de abril de 1827 — Cairo, Quedivato do Egito, 17 de novembro de 1887) foi um militar britânico e irmão mais novo de Samuel Baker.

## Biografia

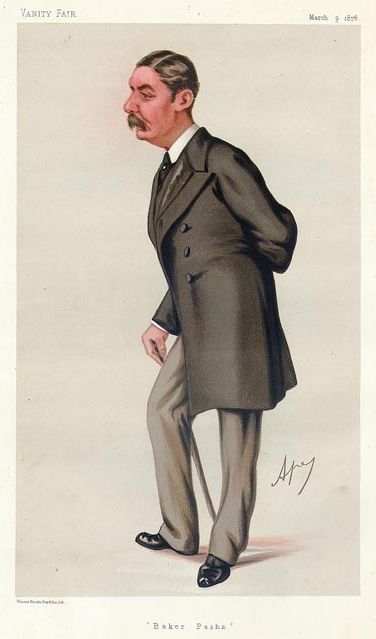
Caricatura do “Paxá Baker” publicada na revista britânica Vanity Fair de 9 de março de 1878

Baker foi educado em Gloucester e no Ceilão, e em 1848 ingressou no Regimento de Fuzileiros do Ceilão como segundo-tenente. Logo foi transferido para o 12.º Regimento de Lanceiros Reais e participou da 8.ª Guerra de fronteira do Cabo de 1852 até 1853. Na Guerra da Crimeia, Baker esteve presente na Batalha do Rio Tchernaya e na queda de Sevastopol, e em 1859 foi promovido a major no 10º Regimento de Hussardos Reais e assumiu o comando deste um ano depois. Este posto ele manteve durante treze anos, período durante o qual a maior eficiência de seus homens foi alcançada, e fora do regimento, prestou bons serviços para o seu Exército através de seus escritos.
Baker passou pelas guerras de 1866 e 1870 como um espectador acompanhando os exércitos alemães, e em 1873 deu início a sua famosa viagem através do Grande Coração juntamente com seu amigo Frederick Gustavus Burnaby. Apesar de não conseguir chegar ao Canato de Quiva, os resultados da viagem proporcionaram uma abundância de informações políticas, geográficas e militares, especialmente quanto ao avanço do Império Russo na Ásia Central. Em 1874, Baker estava de volta à Inglaterra e foi designado para ser o general-intendente adjunto em Aldershot.
Menos de um ano depois, a carreira do coronel Baker, no exército britânico, teve um fim repentino. Baker foi preso sob a acusação de comportamento indesejado a uma jovem mulher em um vagão de trem. Baker não ofereceu nenhuma defesa, e condenado a um ano de prisão e uma multa. Há de se admitir, contudo, que as autoridades competentes consideraram que o comportamento de Baker, quando julgado por normas convencionais, admitiria uma considerável atenuação. Foi depois expulso do serviço militar. O incidente levou à criação de corredores nos comboios; anteriormente os compartimentos só tinham portas para o exterior.
Dois anos depois, tendo, entretanto, deixado a Inglaterra, Baker entrou para o serviço do Exército otomano na guerra contra a Rússia. Inicialmente em um alto posto na gendarmaria, logo foi transferido para a equipe do paxá Mehmed Ali e daí assumiu o comando de uma divisão de infantaria. Com esta divisão, Baker sustentou a retaguarda da ação de Tashkessen contra as tropas de Iosif Gurko. Recebeu a promoção de ferik (tenente-general) por esta façanha, Baker continuou a comandar a retaguarda das tropas do marechal Suleiman. Depois da paz, foi transferido para um posto administrativo na Armênia, onde permaneceu até 1882. Neste ano, foi-lhe oferecido o comando do recém-formado exército egípcio, que ele aceitou. Em sua chegada ao Cairo, porém, a oferta foi retirada e ele só obteve o comando da polícia egípcia. Neste posto, Baker dedicou a maior quantidade de sua energia no treinamento da gendarmaria, que ele percebeu seria a reserva das forças puramente militares.
Quando começou a guerra no Sudão, Baker, apressou-se com 3,5 mil homens a socorrer a cidade de Tokar e encontrou o inimigo sob o comando de Osman Digna em El Teb. Seus homens ficaram apavorados e já no primeiro avanço foram mortos. O próprio Baker, com alguns de seus oficiais, conseguiu, após duros combates, encontrar uma rota de fuga, mas sua força foi aniquilada. As tropas britânicas chegaram logo a seguir em Suaquém e o tenente-general Gerald Graham tomou a ofensiva. O paxá Baker acompanhou a força britânica, guiando-a em sua marcha para a cena de sua derrota e na segunda batalha de El Teb, lutou desesperadamente sendo ferido. Permaneceu no comando da polícia egípcia até sua morte em 1887.

## Obras
Entre os livros que escreveu destacam-se:
- Our National Defences (1860)
- War in Bulgaria, a Narrative of Personal Experience (Londres, 1879)
- Clouds in the East (Londres, 1876).

## Família
Casou-se, em 13 de dezembro de 1865, com Fanny, filha única de Frank Wormald de Potterton Hall, Aberford, com a qual teve duas filhas.